# Vallclara (kommunhuvudort)
Vallclara är en kommunhuvudort i Spanien.   Den ligger i provinsen Província de Tarragona och regionen Katalonien, i den östra delen av landet, 400 km öster om huvudstaden Madrid. Vallclara ligger 628 meter över havet och antalet invånare är 114.
Terrängen runt Vallclara är kuperad söderut, men norrut är den platt. Terrängen runt Vallclara sluttar norrut. Runt Vallclara är det glesbefolkat, med 19 invånare per kvadratkilometer. Närmaste större samhälle är Montblanc, 14,8 km öster om Vallclara. 